# Sender Toblach
Der Sender Toblach ist ein Sender der RAI und deckt das Pustertal zwischen Niederdorf und Toblach und das nördliche Höhlensteintal ab. Der Sender ist ein Füllsender. Er wird von folgenden Betreibern mitbenutzt: RAS, Tre, Vodafone, Wind und Zivilschutz. Dieser Sender deckt gemeinsam mit den Sender Innichen, Sender Vierschach und Sender Welsberg das Hochpustertal zwischen Olang und Winnebach ab.

## UKW-Sender
- RAS Österreich 1 92,4 MHz
- RAS Ö3 101,5 MHz
- RAS ORF Radio Tirol 96,7 MHz
- RAI RADIO1 88,7 MHz
- RAI RADIO2 93,3 MHz
- RAI RADIO3 95,5 MHz
- Rai Südtirol 98,0 MHz

## DVB-T-Sender
- ORF1 HD, ORF2 HD, Das Erste HD Diese Programme werden auf Kanal 59 H ausgestrahlt.
- ORF1, ORF2, ORFIII, Das Erste, ZDF, 3sat Diese Programme werden auf Kanal 34 H ausgestrahlt.
- Rai 1, Rai 2, Rai 3 TGR Alto Adige, Rai News, RAI 3 Südtirol, Rai Radio 1, Rai Radio 2, Rai Radio 3, Rai Südtirol Diese Programme werden auf Kanal 11 H ausgestrahlt.
- SRF1 HD, SRF2 HD, ZDF HD Diese Programme werden auf Kanal 27 H ausgestrahlt.
- SRF1, SRFzwei, BR, Kika, arte, RSI La1 Diese Programme werden auf Kanal 51 H ausgestrahlt.